# 高山岛
高山岛位于中华人民共和国华东地区山东半岛以北的渤海海峡中部海域，是庙岛群岛（长山列岛）中部岛群中的一座岛屿。高山岛原属山东省长岛县管辖，2020年长岛县与蓬莱市合并成立了烟台市蓬莱区，现高山岛属于烟台市蓬莱区管辖，无常住居民。

## 地理
高山岛长约1.3千米，宽约0.32千米。面积0.4424平方千米，海岸线长约4.19千米。最高点位于岛西南部，海拔202.8米，同时也是庙岛群岛最高点。